# Hauteroche (Jura)
Hauteroche é uma comuna francesa na região administrativa da Borgonha-Franco-Condado, no departamento de Jura. Estende-se por uma área de 38.93 km². Em 2010 a comuna tinha 984 habitantes (densidade: 25,3 hab./km²).
Foi criada em 1 de janeiro de 2016, a partir da fusão das antigas comunas de Crançot, Granges-sur-Baume e Mirebel.